# Čavoglave
Čavoglave és un poble de Croàcia situat al comtat de Šibenik-Knin i que pertany al municipi de Ružić. Es troba prop de la font del riu Čikola, entre les muntanyes de Svilaja i de Moseća.